# قيطول (مقاطعة غيلانغرب)
قيطول (بالفارسية: قیطول) هي قرية تقع في قسم حيدريه الريفي في إيران. يقدر عدد سكانها بـ 469 نسمة بحسب إحصاء 2016.